# Pistiros Lake
Der Pistiros Lake (englisch; bulgarisch езеро Пистирос esero Pistiros) ist ein leicht gebogener, nach Süden rechteckiger, in west-östlicher Ausrichtung 320 m langer, 90 m breiter und 2,42 Hektar großer See auf der Livingston-Insel im Archipel der Südlichen Shetlandinseln. Auf der Byers-Halbinsel liegt er 900 m östlich des Laager Point und 2,08 km südlich des Ocoa Point auf den President Beaches. Von der Bucht New Plymouth trennt ihn ein 20 bis 35 m breiter Landstreifen.
Die bulgarische Kommission für Antarktische Geographische Namen benannte ihn 2020 nach der antiken Handelsniederlassung Pistiros im Süden Bulgariens.